# American Federation of Musicians
L'American Federation of Musicians (AFM) è un sindacato di musicisti degli Stati Uniti e del Canada. In ossequio alle leggi diverse e agli attributi culturali di ciascun paese, negli Stati Uniti si parla di American Federation of Musicians (AFM) e in Canada di Canadian Federation of Musicians/Fédéracion canadienne des musicienes (CFM/FCM).

## Storia
L'American Federation of Musicians venne fondata nel 1896, subentrando ad una organizzazione più vecchie e più flessibile di musicisti locali, la National League of Musicians.
Tra le azioni più note intraprese dall'AFM vi fu il divieto di partecipare a tutte le registrazioni commerciali da parte dei propri membri nel corso dello sciopero del 1942/44, al fine di far pressione sulle case discografiche per migliorare il pagamento delle royalties agli artisti che eseguivano le registrazioni. Questa talvolta viene chiamata chiamata Petrillo Ban, perché James Petrillo era il neoeletto capo del sindacato. Petrillo organizzò anche un secondo divieto nel 1948, dal 1º gennaio al 14 dicembre, in risposta al Taft-Hartley Act.

## Presidenti
- 1896–1900 Owen Miller
- 1900–1914 Joseph Weber
- 1914–1915 Frank Carothers
- 1915–1940 Joseph Weber
- 1940–1958 James C. Petrillo
- 1958–1970 Herman D. Kenin
- 1970–1978 Hal Davis
- 1978–1987 Victor Fuentealba
- 1987–1991 Martin Emerson
- 1991–1995 Mark Massagli
- 1995–2001 Steve Young
- 2001–2010 Tom Lee
- 2010–Present Ray Hair